# Ерёмино (Кормиловский район)
Ерёмино — упразднённая деревня в Кормиловском районе Омской области России. Входила в состав Борчанского сельского поселения. Исключена из учётных данных в 1990-е годы.

## География
Располагалась в 3 км к юго-востоку от окраины посёлка Кормиловка.

## История
Основана в 1923 г. В 1928 году выселок Ерёминский состоял из 24 хозяйств. В административном отношении входил в состав Станционно-Богдановского сельсовета Корниловского района Омского округа Сибирского края.

## Население
По переписи 1926 г. на выселках проживало 150 человек (65 мужчин и 85 женщин), основное население — русские

## Хозяйство
По данным на 1991 г. деревня являлась участком колхоза «Октябрь».